# Ivica Horvat
Ivan "Ivica" Horvat (Sisak, 16. srpnja 1926. – Njivice, otok Krk, 27. kolovoza 2012.) bivši je hrvatski nogometaš, reprezentivac Jugoslavije i trener, osvajač srebrne medalje na Olimpijskim igrama u Helsinkiju 1952. godine. Godine 1967. kao trener NK Dinamo Zagreb osvojio Kup velesajamskih gradova pobijedivši u finalu engleski Leeds United u dvjema utakmicama.
U Njemačkoj je poznat kao trener koji je izdigao Schalke koji je 1971. bio na rubu ponora. S njime je Schalke nakon 14 godina čekanja konačno osvojio jedan trofej (njemački kup) a bio je i u borbi za naslov prvaka, gdje je u odlučujućoj utakmici uspješniji bio Bayern. Smatra ga se tvorcem zlatne generacije Schalkea
Umro je u dubokoj starosti 27. kolovoza 2012. godine u Njivicama na Krku. Od lipnja 2023. godine član kuće slavnih Schalkea.

## Klupska nogometna karijera
Nogometnu karijeru započeo je u zagrebačkoj Ferrariji gdje je zajedno s braćom (Vlado i Drago) igrao u momčadi mlađih uzrasta. Za Ferrariju je odigrao oko 180 utakmica. 1945. godine prelazi u Dinamo s kojim osvaja u sezonama 1947./48. i 1953./54. naslove prvaka Jugoslavije, te Kup maršala Tita 1951. Za Dinamo je odigrao 507 utakmica i postigao 29 pogodaka. U sezoni 1955./56. proglašen je najboljim nogometašem Jugoslavije.

## Reprezentativna nogometna karijera
Za reprezentaciju Jugoslavije od 1946. do 1956. godine odigrao je 60 utakmica. Prvu reprezentativnu utakmicu odigrao je u Pragu 9. svibnja 1946. godine (Čehoslovačka – Jugoslavija 0:2), a posljednju u Londonu 28. studenog 1956. godine (Engleska – Jugoslavija 3:0). Bio je 19 puta kapetan jugoslavenske reprezentacije. Sudjelovao je na svjetskim prvenstvima 1950. i 1954. godine te na olimpijskim igrama 1952. godine u Helsinkiju, na kojima je osvojio srebrnu medalju.

## Svestrani športaš
Ivica Horvat je uz nogomet igrao veliki rukomet te bio atletičar u HŠK Concordiji. Trčao je 110 m prepone, skako je u dalj (6,70 m) i u vis (190 cm). U skoku u vis dvaput je bio prvak Hrvatske.

## Zanimljivo
Bio je najsvestraniji hrvatski vrhunski nogometaš. Počeo je igrati nogomet na poziciji središnjeg napadača, a svjetsku slavu je stekao kao središnji branič. Na prvenstvenoj utakmici Dinamo – Lokomotiva 1951. godine bio je i vratar, obranio je jedanaesterac kojeg je izveo Andročec.

## Vanjske poveznice
- Povijest Dinama[neaktivna poveznica] Ivica Horvat